# Julien Duvivier
Julien Duvivier (Lilla, 8 ottobre 1896 – Parigi, 29 ottobre 1967) è stato un regista, sceneggiatore, produttore cinematografico e attore teatrale francese.

## Biografia
Nel 1915 incominciò la sua carriera nel muto per continuarla poi anche con l'avvento del sonoro. Si affermò presso il grande pubblico con film come La beffa della vita (David Golder) (1931) tratto dal romanzo di Irène Némirovsky; Pel di carota (1932), dall'opera omonima di Jules Renard, con interpretazioni di Robert Lynen e Harry Baur; La bella brigata e Le Golem (1936); Carnet di ballo (1937), I prigionieri del sogno e Il carro fantasma (1939).
Il suo film di più ampio successo fu Il bandito della Casbah (1937),  attori protagonisti Mireille Balin e Jean Gabin, da lui già diretto in Golgota (1935), La bandera (1935) e La bella brigata (1936). 
Nel 1938 firma un contratto con la MGM e realizza il suo primo film americano Il grande valzer, romanzo biografico su Johann Strauss. Torna presto in Francia, per realizzare films che vengono oggi considerati minori, ultimo dei quali, per ordine di uscita, Untel père et fils, di propaganda anti nazista che venne distribuito, in Francia, solo nel 1945. 
Durante la Seconda Guerra Mondiale, come molti altri artisti europei, tornò a lavorare a Hollywood ma al suo rientro in Francia ebbe alcune difficoltà a trovare nuovi ingaggi. Ritrovò gran successo quasi casualmente quando, nel 1952 venne chiamato in Italia a dirigere, per una coproduzione, Don Camillo, dall'omonimo racconto di Giovannino Guareschi. L'opera, che vede quali attori protagonisti l'italiano Gino Cervi ed il francese "Fernandel", ottenne un successo di massa, ma trovò scontento Guareschi, che finì per sconfessare il film. Di seguito, Duvivier girò Il ritorno di Don Camillo; la serie continuò poi con altri registi.
Julien Duvivier è scomparso nel 1967, all'età di 71 anni, per un attacco cardiaco che lo colse al volante della sua auto nei pressi del Bois de Boulogne. Dopo i funerali, il suo corpo venne sepolto nel vecchio cimitero di Rueil-Malmaison.

## Filmografia parziale

### Regista
- Pel di carota (Poil de carotte) (1925)
- Maman Colibri (1929)
- La beffa della vita (David Golder) (1931)
- Allò Parigi Allò Berlino (1931)
- I cavalieri della morte (Les cinq gentlemen maudits) (1931)
- Pel di carota (Poil de carotte) (1932)
- Il delitto della villa (La tête d'un homme) (1933)
- Il principe di Kainor (Le petit roi) (1933)
- Il giglio insanguinato (Maria Chapdelaine) (1934)
- Le Pacquebot Tenacity (1934)
- Golgota (Golgotha) (1935)
- La bandera (1935)
- La bella brigata (La belle équipe) (1936)
- Le Golem (1936)
- L'uomo del giorno (L'homme du jour) (1937)
- Il bandito della Casbah (Pépé le Moko) (1936)
- Carnet di ballo (Un Carnet de bal) (1937)
- Il grande valzer (The Great Waltz) (1938)
- I prigionieri del sogno (La Fin du jour) (1939)
- Il carro fantasma (La Charrette fantôme) (1939)
- Lydia (1941)
- Destino (Tales of Manhattan) (1942)
- Il carnevale della vita (Flesh and Fantasy) (1943)
- L'impostore (The Impostor) (1944)
- Untel père et fils (girato nel 1940 esce nelle sale francesi dopo la Liberazione nel 1945)
- Panico (Panique) (1946)
- Anna Karenina (1948)
- Nel regno dei cieli (Au royaume des cieux) (1949)
- Il grande avventuriero (Black Jack) (1950)
- Sotto il cielo di Parigi (Sous le ciel de Paris) (1951)
- Don Camillo (1952)
- Henriette (La fête à Henriette) (1952)
- Il ritorno di Don Camillo (1953)
- Il caso Maurizius (L'affaire Maurizius) (1954)
- Ecco il tempo degli assassini (Voici le temps des assassins...) (1956)
- L'uomo dall'impermeabile (L'homme à l'imperméable) (1957)
- Le donne degli altri (Pot-Bouille) (1957)
- Femmina (La Femme et le pantin) (1959)
- Marie-Octobre (1959)
- Boulevard (1960)
- La gran vita (Das kunstseidene Mädchen) (1960)
- I peccatori della foresta nera (La Chambre ardente) (1962)
- Le tentazioni quotidiane (Le Diable et les dix commandements) (1962)
- Pelle d'oca (Chair de poule) (1963)
- Diabolicamente tua (Diaboliquement vôtre) (1967)

### Sceneggiatore
- Crépuscule d'épouvante, regia di Henri Étiévant (1921)